# Ricardo Galli
Ricardo Adolfo Galli Granada (19 d'octubre de 1965), també conegut com a Ricardo Galli o pel seu sobrenom Gallir, és doctor en informàtica i catedràtic de la Universitat de les Illes Balears.
Va realitzar un projecte universitari que permet controlar l'aparcament dels avions a l'aeroport de Son Sant Joan de Palma. Després de portar a terme satisfactòriament el projecte, va decidir establir-se definitivament a l'illa. Actualment treballa de professor de Sistemes Operatius de la UIB. El desembre de 2005 juntament amb Benjamí Villoslada va cofundar Menéame, un clon del conegut Digg, que igual que l'anterior, serveix per a promocionar notícies publicades en blogs utilitzant els lectors com a filtre.
Ricardo ha programat cpudyn, un programa que permet controlar la freqüència dels computadors portàtils, i wp-cache, un connector de WordPress per a guardar les pàgines en caché i servir-les estàticament. Galli també va ser postulat per als premis d'Hispalinux.
És activista del programari lliure i conferenciant oficial de la Free Software Foundation, juntament amb Eben Moglen i Richard Stallman, entre d'altres.